# مقاطعة جونستون (أوكلاهوما)
مقاطعة جونستون (بالإنجليزية: Johnston County)‏ هي إحدى مقاطعات ولاية أوكلاهوما في الولايات المتحدة الأمريكية.

## أعلام
- جونستون موراي